# Rhamnus gilgiana
Rhamnus gilgiana là một loài thực vật có hoa trong họ Táo. Loài này được Heppeler miêu tả khoa học đầu tiên năm 1928.

## Hình ảnh

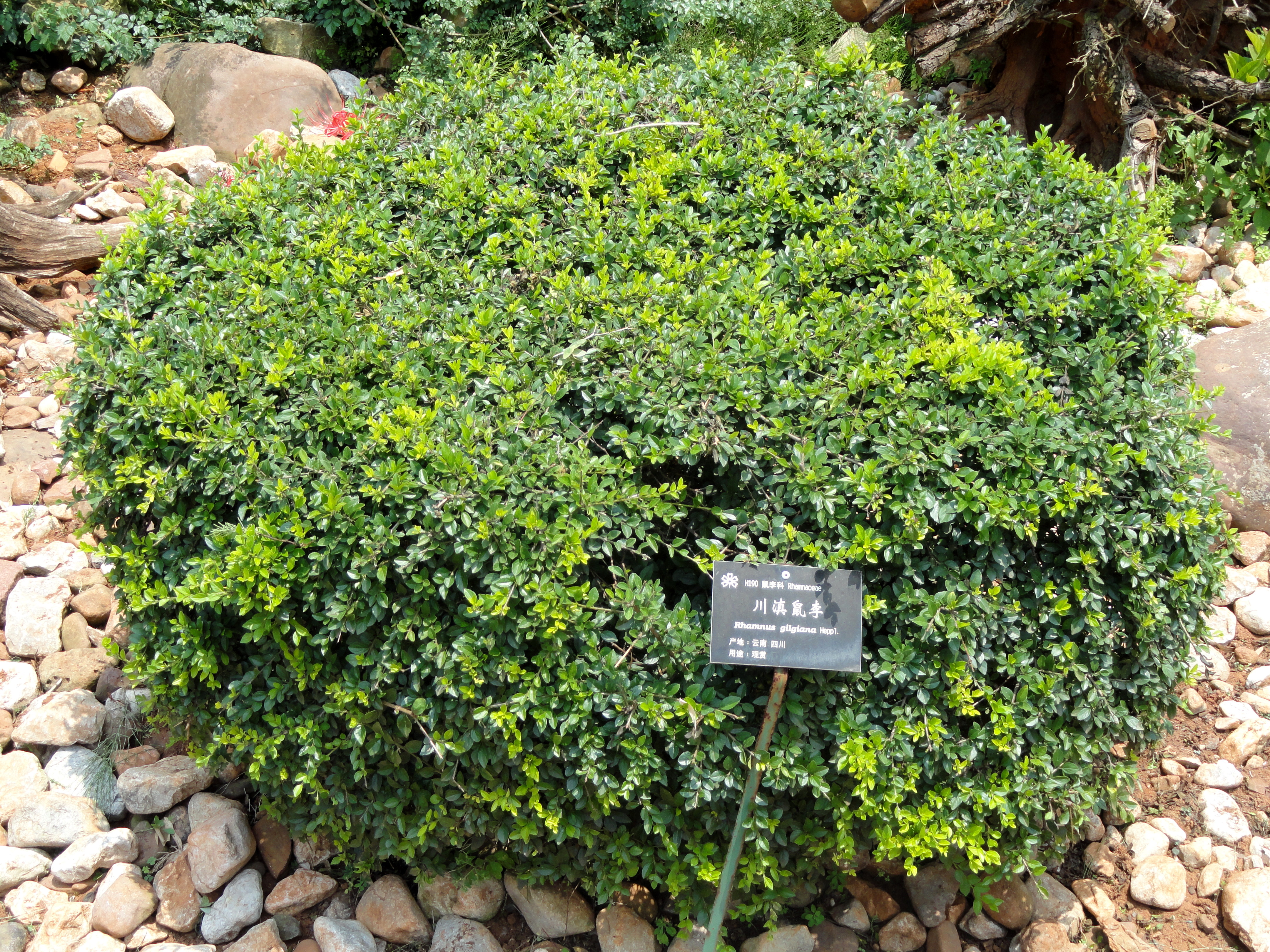